# Hannes Löhr
Johannes "Hannes" Löhr, född 5 juli 1942 i Eitorf i Preussen i Tyskland, död 29 februari 2016 i Köln i Nordrhein-Westfalen i Tyskland, var en tysk-västtysk fotbollsspelare och -tränare.

## Landslaget
Löhr deltog i flera internationella turneringar för Västtyskland. Han blev europamästare i fotboll i 1972.

## Meriter
- VM i fotboll: 1970
  - VM-brons 1970
- Västtysk mästare 1978

## Tränaruppdrag
- Västtyskland
- 1. FC Köln

## Klubbar
- 1. FC Köln